# 松林寺 (館林市)
松林寺（しょうりんじ）は、群馬県館林市にある浄土宗の寺院。

## 歴史
1590年（天正18年）、光蓮社日誉尊秀によって開山された。同宗派の善導寺の末寺であった。
1873年（明治6年）、現在の館林市立第三小学校の前身である「進修学舎」が当寺に開校している。
現在の本堂は1995年（平成7年）に新築されたものである。

## 交通アクセス
- 路線バス子ども科学館前停留所より徒歩17分。